# 眞鍋俊二
眞鍋 俊二（まなべ しゅんじ、1945年 - ）は、日本の歴史学者、国際政治学者。
京都大学法学部卒。名古屋大学大学院法学研究科修士・博士課程を修了後、同大学助手。1977年、関西大学法学部専任講師に就任。同助教授を経て、1987年に関西大学教授となった。松永財団学術研究奨励賞（1976年度）を受賞。

## 年表
- 1945年 - 徳島県にて出生[1]
- 1968年 - 京都大学法学部を卒業[1]
- 1973年 - 名古屋大学大学院法学研究科博士課程修了[3]
- 1977年 - 関西大学法学部専任講師[1]
- 1984年 - ミュンヘン現代史研究所、スタンフォード大学フーヴァー研究所にて訪問研究（ - 1986年）[3]
- 1987年4月1日 - 関西大学教授[2]
- 1992年2月 - 川西市政治倫理審査会会長（ - 1994年2月）[2]
- 2006年4月25日 - 大学基準協会大学評価委員会　専門分科会主査（ - 2007年3月31日）[2]
- 2007年4月5日 - 大学基準協会大学評価委員会　専門分科主査（ - 2008年3月31日）[2]

## 所属学会
日本国際政治学会、日本政治学会、日本平和学会

## 著書

### 単著
- 『対外関係の意識と構造――世論の動向とその背景』関西大学経済・政治研究所〈調査と資料、第52号〉、1984年3月31日。
- 『アメリカのドイツ占領政策――1940年代国際政治の流れの中で』法律文化社、1989年4月25日。ISBN 978-4-589-01456-6。
- 『国際化の意識革命――新時代へのパスポート』法律文化社、1990年11月25日。ISBN 978-4-589-01569-3。
- 『現代日本論入門――カオスとコスモスのはざまから』関西大学出版部、1993年5月7日。ISBN 978-4-87354-160-0。
- 『現代独米関係論』関西大学出版部、1998年3月31日。ISBN 978-4-87354-260-7。
- 『現代日本外交論――歴史的反省とニュー・ディプロマシィの模索』関西大学出版部、1999年4月30日。ISBN 978-4-87354-282-9。
- 『IT時代の外交と市民――グローカル・コミュニティへの歩みのなかで』法律文化社、2001年6月。ISBN 978-4-589-02506-7。
- 『ビッグバン時代の大学論』関西大学経済・政治研究所、2000年3月31日。

### 共著
- 『進展する情報社会への政府対応』関西大学経済・政治研究所〈研究双書、第136冊〉、2004年3月31日。ISBN 978-4901522144。

### 訳書
- ゴードン・A・クレイグ『ドイツ人』みすず書房、1993年5月31日。ISBN 978-4-622-03351-6。